# Spirotropis laodice
Spirotropis laodice é uma espécie de gastrópode do gênero Spirotropis, pertencente a família Drilliidae.